# Mandi Angin (Rawas Ilir)
Mandi Angin is een bestuurslaag in het regentschap Musi Rawas van de provincie Zuid-Sumatra, Indonesië. Mandi Angin telt 2945 inwoners (volkstelling 2010).